# Taylan Eliaçık
Taylan Eliaçık (* 27. Mai 1984 in Malatya) ist ein türkischer ehemaliger Fußballspieler.

## Karriere

### Vereinskarriere
Taylan Eliaçık begann mit dem Vereinsfußball in der Jugendabteilung von Malatya Tekelspor und spielte dann in der Jugendmannschaft von Mersin İdman Yurdu. Im Frühjahr 2001 erhielt er hier einen Profivertrag und absolvierte bis zum Saisonende zehn Ligaspiele bei den Profis. Die nächsten fünf Spielzeiten verbrachte er abwechselnd entweder bei Mersin İdman Yurdu oder als Leihgabe bei diversen Vereinen der unteren Ligen. Besonders hervorzuheben ist seine Zeit beim Viertligisten Mezitlispor. Hier wurde er in der Saison 2005/06 mit 29 Treffen Torschützenkönig der TFF 3. Lig.
Zur nächsten Saison kehrte er zu Mersin İdman Yurdu zurück und spielte eine Spielzeit durchgängig. In der nachfolgenden Spielzeit verlor er seinen Stammplatz und machte bis zur Winterpause drei Spiele.
Zur Rückrunde verließ er seinen Verein endgültig und spielte der Reihe nach bei Kahramanmaraşspor, Kayseri Erciyesspor und Şanlıurfaspor.
Anschließend wechselte er im Sommer 2010 zum Ligakonkurrenten Elazığspor und feierte mit diesem Verein am Ende seiner zweiten Saison die Meisterschaft der TFF 2. Lig und damit den direkten Aufstieg in die TFF 1. Lig. In seinem dritten Jahr kam er als Ergänzungsspieler zu regelmäßigen Einsätzen. Am vorletzten Spieltag schaffte man den sicheren Aufstieg in die Süper Lig.
Zum Sommer wechselte er zu seinem ehemaligen Jugendverein zum Erstligisten Mersin İdman Yurdu. Bereits zur Winterpause verließ er diesen Verein und wechselte zum Zweitligisten Gaziantep Büyükşehir Belediyespor.

## Erfolge
- Mit Elazığspor:
  - 2010/11 Meisterschaft der TFF 2. Lig
  - 2010/11 Aufstieg in die TFF 1. Lig
  - 2011/12 Vizemeisterschaft der TFF 1. Lig
  - 2011/12 Aufstieg in die Süper Lig

- Individuell
  - 2005/06 Torschützenkönig der TFF 3. Lig – Mit 29 Toren